# Music of the Spheres (Mike Oldfield)
Music of the Spheres is het 25e album, uitgebracht in maart 2008, van de Britse componist en multi-instrumentalist Mike Oldfield.

## Inleiding
Met Music of the Spheres keert hij weer terug naar het idee van zijn eerste albums uit de jaren 70 als Tubular Bells, Hergest Ridge en Ommadawn, namelijk een grotendeels instrumentaal werk, bestaande uit twee delen. In tegenstelling tot deze albums uit Oldfields begintijd, waarop hij de instrumenten zelf bespeelt, bevat Music of the Spheres een orkest en koor om zijn compositie te vertolken. Oldfield zelf is enkel in sommige passages te horen op klassieke gitaar. Klassiek pianist Lang Lang en de sopraan Hayley Westenra verzorgen gastoptredens. Oldfield had al eerder gebruikgemaakt van orkesten in zijn muziek. Het album Incantations uit 1978 bijvoorbeeld wordt ondersteund door een (klein) orkest. Op dat album is ook Oldfields typerende elektrische gitaar te horen. Music of the Spheres is het eerste volledig orkestrale album van Oldfield dat uitsluitend bestaat uit nieuwe composities.
Zoals door Mike Oldfield beschreven in het cd-boekje van Music of the Spheres baseert het concept van het album (zie conceptalbum) zich op musica universalis.
Music of the Spheres bevat verwijzingen naar Oldfields debuutalbum Tubular Bells. Het eerste nummer Harbinger is duidelijk een variatie op het openingsthema van Tubular Bells, of op het nummer Sentinel van Tubular Bells II. Op Music of the Spheres keert het thema van Harbinger enkele malen terug. Ook doet het afsluitende nummer Musica Universalis denken aan het laatste gedeelte van Part One van Tubular Bells (dit gedeelte is Finale geheten op de heropname Tubular Bells 2003), evenals aan het nummer The Bell van Tubular Bells II.
De muziek op Music of the Spheres werd gearrangeerd door Karl Jenkins. Het album werd opgenomen in de Abbey Road Studios in Londen.
Mike Oldfield gaf aan dat Music of the Spheres, in elk geval voorlopig, zijn laatste album zou zijn. In 2014 bracht hij echter toch weer een nieuw album uit, Man on the Rocks.

## Musici
- Mike Oldfield – klassieke gitaar
- Lang Lang – vleugel
- Hayley Westenra – zang
- The Sinfonia Sfera Orchestra

## Tracklist
"Part 1"
1. "Harbinger" – 4:08
2. "Animus" – 3:09
3. "Silhouette" – 3:19
4. "Shabda" – 3:56
5. "The Tempest" – 5:48
6. "Harbinger Reprise" – 1:30
7. "On My Heart" – 2:26

"Part 2"
1. "Aurora" – 3:42
2. "Prophecy" – 2:54
3. "On My Heart Reprise" – 1:16
4. "Harmonia Mundi" – 3:46
5. "The Other Side" – 1:28
6. "Empyrean" – 1:37
7. "Musica Universalis" – 6:24

De laatste track Musica universalis verwijst naar het platenlabel Universal Music.

## Ontvangst
De uitgifte van album zou origineel in september 2007 plaatsvinden, maar werd keer op keer uitgesteld. Uiteindelijk werd het dus maart 2008. Het album wist een plaats te veroveren in tal van Europese albumlijsten, maar niet in Nederland. Het waren meest korte perioden van noteringen met relatief lage hoogste noteringen. Uitzonderingen daarop waren Duitsland (zeven weken, hoogste 14), Engeland (negen weken, hoogste 9) en Spanje (12 weken, hoogste 7).
Tubular Bells · Hergest Ridge · Ommadawn · Incantations · Platinum · QE2 · Five miles out · Crises · Discovery · The Killing Fields · Islands · Earth Moving · Amarok · Heaven's open · Tubular Bells II · The songs of distant earth · Voyager · Tubular Bells III · Guitars · The Millennium Bell · Tr3s lunas · Tubular Bells 2003 · Light + Shade · Music of the Spheres · Man on the Rocks · Return to Ommadawn ·